# Lužnice (râu)
Lužnice ([ˈluʒɲɪtsɛ] ⓘ; în germană Lainsitz) este un râu din Cehia și Austria, afluent de dreapta al râului Vltava. Curge prin Austria Inferioară și regiunea Boemia de Sud. Are o lungime de 197,9 kilometri (123,0 mi), din care 157,7 kilometri (98,0 mi) se află în Cehia, al 11-lea cel mai lung râu din Cehia. Bazinul său hidrografic are o suprafață de 4.234,7 kilometri pătrați (1.635,0 mi2), din care 3.256,4 kilometri pătrați (1.257,3 mi2) se găsesc în Cehia.

## Etimologie
Numele râului este derivat din cuvântul ceh luh (adică „pădurea riverană”), adică „râul care curge prin pădurile riverane”. Prima mențiune scrisă despre râu este din anul 1179.

## Caracteristici

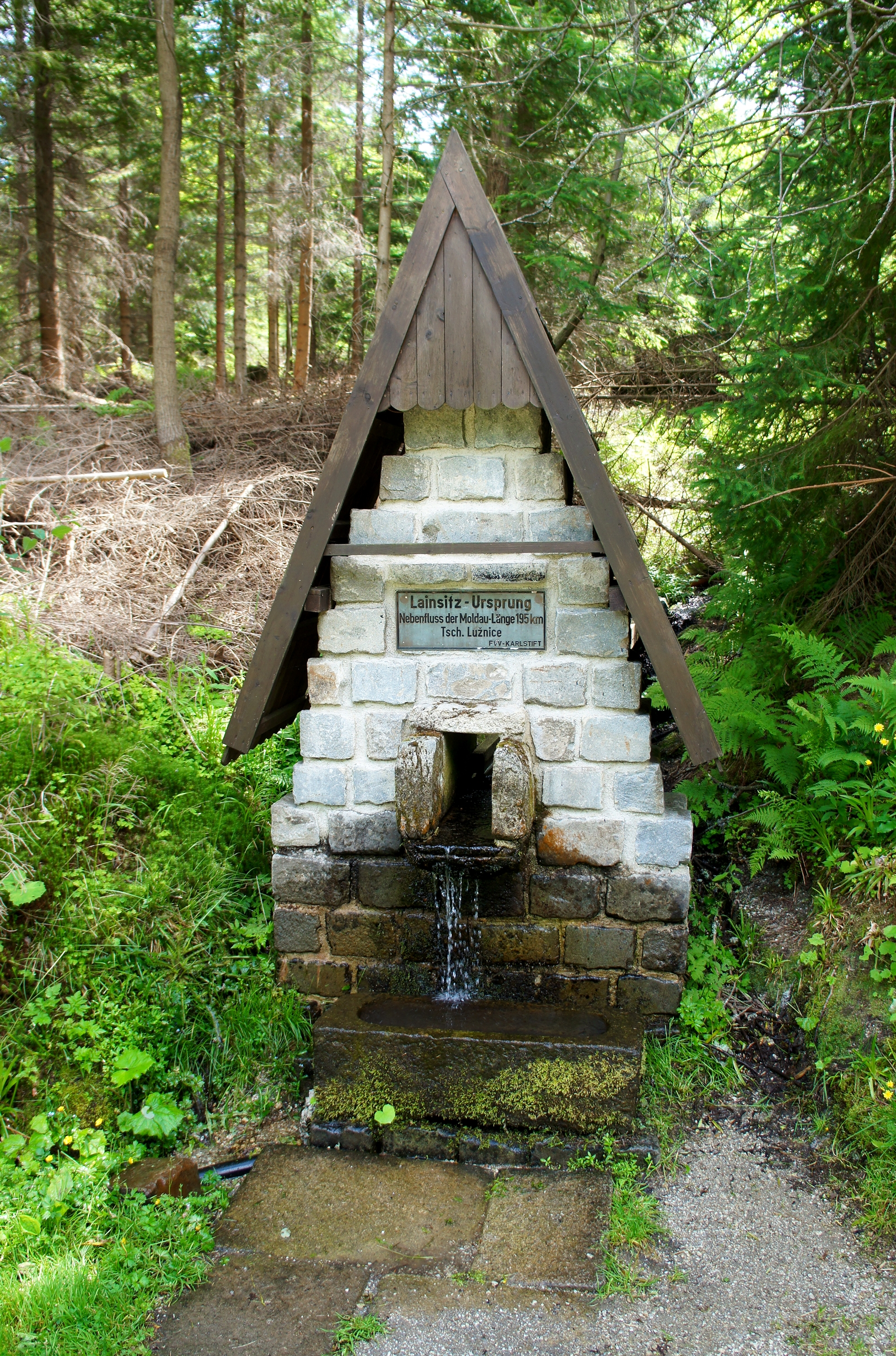
Izvorul râului Lužnice

Izvorul râului Lužnice se găsește pe teritoriul orașului Bad Großpertholz⁠(d), districtul Gmünd, din Munții Gratzen, la o altitudine de 970 m (3.180 ft) și curge spre comuna Hosty⁠(d), unde se varsă în râul Vltava la o altitudine de 352 m (1.155 ft). Are o lungime de 197,9 kilometri (123,0 mi), din care 157,7 kilometri (98,0 mi) se află în Cehia, al 11-lea cel mai lung râu din Cehia. 2,2 kilometri (1,4 mi) ai râului formează granița austro-cehă. Bazinul său hidrografic are o suprafață de 4.234,7 kilometri pătrați (1.635,0 mi2), din care 3.256,4 kilometri pătrați (1.257,3 mi2) se găsesc în Cehia.
Cei mai lungi afluenți ai râului Lužnice sunt:
| Nume afluent             | Lungime (km) | Afluent de |
| ------------------------ | ------------ | ---------- |
| Nežárka⁠(d)               | 56,0         | dreapta    |
| Dračice / Reißbach       | 51,0         | dreapta    |
| Smutná⁠(d)                | 47,8         | dreapta    |
| Koštěnický potok         | 43.3         | dreapta    |
| Braunaubach / Skřemelice | 42,0         | dreapta    |
| Černovický potok⁠(d)      | 40.3         | dreapta    |
| Dírenský potok           | 35.3         | dreapta    |
| Chotovinský potok        | 33.6         | dreapta    |
| Miletínský potok         | 26.5         | stânga     |
| Bilinský potok           | 25.9         | dreapta    |
| Košínský potok           | 23.5         | dreapta    |
| Bechyňský potok          | 20.8         | stânga     |
| Židova strouha           | 20.1         | stânga     |

## Curs
Cea mai notabilă așezare de pe râul Lužnice este orașul Tábor. Râul își are izvorul pe teritoriul orașului Bad Großpertholz (Austria), apoi traversează granița austro-cehă și curge prin Pohorská Ves⁠(d), apoi se întoarce în Austria și curge prin Sankt Martin, Weitra⁠(d) și Unserfrau-Altweitra⁠(d) înainte de a crea granița austro-cehă între Ghemünd și České Velenice⁠(d).
Mai departe, râul curge spre nord în Cehia și trece pe lângă orașele Suchdol nad Lužnicí, Třeboň, Veselí nad Lužnicí, Soběslav, Planá nad Lužnicí, Sezimovo Ústí, Tábor (unde râul se întoarce la sud-vest), Bechyně și Týn nad Vltavou⁠(d).

## Corpuri de apă

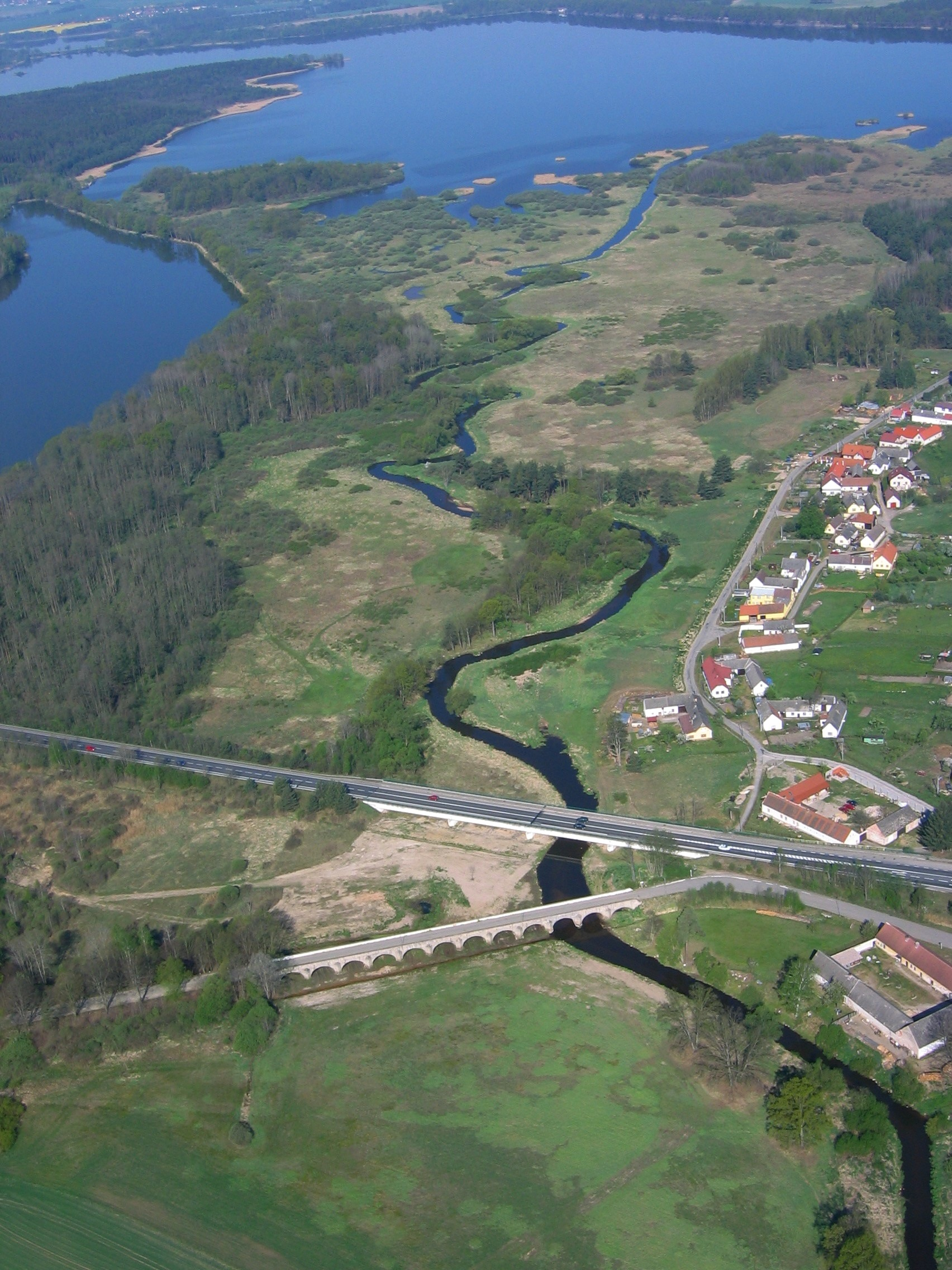
Iazul Rožmberk de pe râu; podul de inundații de la Stará Hlína în prim plan

Lužnice curge prin bazinul Třeboň (în cehă Třeboňská pánev), care este cunoscut pentru iazurile sale cu pești. Lacul are o suprafață de 1,360 km2.
În zona bazinului râului se găsesc 6.408 corpuri de apă. Cel mai mare dintre acestea este cel mai mare iaz cu pești din lume, iazul Rožmberk, cu o suprafață de 489 ha (1.210 acri), care este situat direct pe râul Lužnice. A fost construit între 1584 și 1590.
Un mic rezervor de apă, Kořensko, este construit în zona de confluență dintre râurile Lužnice și Vltava.
În zona bazinului Třeboň, râul șerpuiește semnificativ, iar pe lângă iazurile cu pești, aici zona din jurul râului este bogată în starițe mici.

## Natură
O porțiune lungă a râului formează axa zonei peisagistice protejate Třeboňsko. În această zonă, rezervația naturală Horní Lužnice este delimitată în imediata apropiere a unei porțiuni de râu de 16 km. Are o suprafață de 395,1 hectare. Sunt protejate râul și lunca sa inundabilă cu diverse tipuri de specii de zonă umedă și de luncă. Este una dintre ultimele zone extinse din Europa Centrală de acest tip. Teritoriul este important în principal pentru integritatea regimului hidrologic și pentru multe specii de zone umede rare, pe cale de dispariție sau altfel importante.
Albia râului din secțiunea dintre Veselí nad Lužnicí până la gura râului este protejată ca monument al naturii Lužnice. Motivul protecției este apariția speciilor rare și pe cale de dispariție, în special Unio crassus, țiparul și vidra de râu eurasiatică.
Cel mai întâlnit pește din râu este cleanul. Alți specii de pești mai întâlnite sunt babușca, oblețul, porcușorul comun și, în zonele cu curgere rapidă, mreana comună. Mai rar este mihalțul.

## Poduri

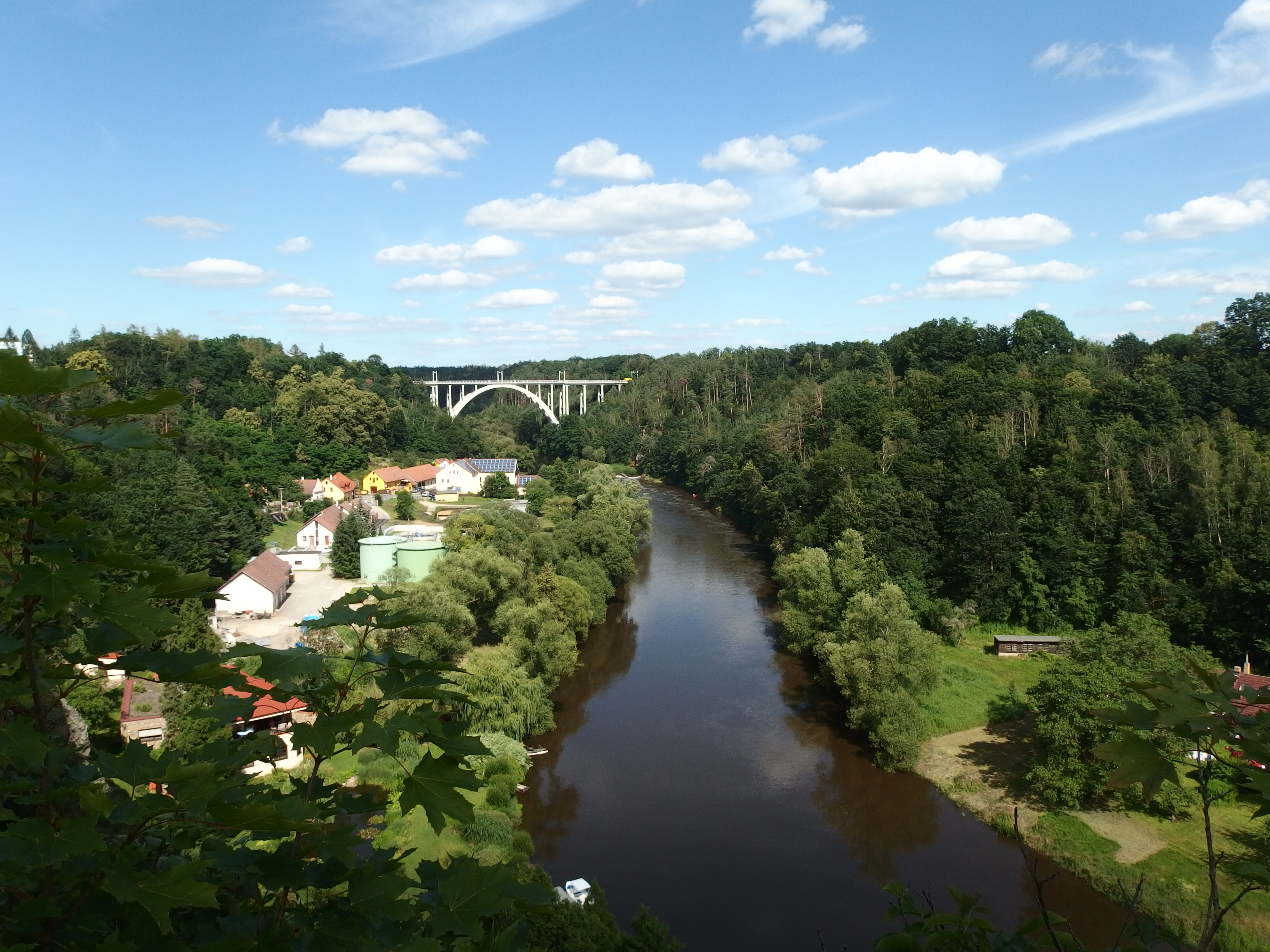
Vedere spre podul suspendat Bechyně

Peste râul Lužnice se află podul suspendat Stádlec, care leagă Stádlec⁠(d) de satul Dobřejice (din Malšice⁠(d)). Podul este protejat ca monument cultural național.
La Bechyně, se găsește podul Bechyně, un pod unic cu arc din beton armat. Pentru valoarea sa, și acesta este protejat ca monument cultural național.
În satul Stará Hlína (din Třeboň), râul este străbătut de un pod de inundație din piatră. Este din 1799, cu douăsprezece arcade. Pentru valoarea sa, și acesta este protejat ca monument cultural național.

## Turism
Râul Lužnice este printre cele mai populare râuri pentru turism fluvial din Cehia. Este potrivit pentru vâslașii începători. Atât cursul superior, cât și cel inferior sunt navigabile.